# Campione d'Italia
Campione d'Italia (Campiùn in dialetto comasco, AFI: /kamˈpjuŋ/; prima Campione, ancor prima Campione d'Intelvi) è un comune italiano di 1 810 abitanti della provincia di Como in Lombardia.
Separata fisicamente dal resto della provincia dal territorio svizzero del Canton Ticino e dal lago di Lugano si tratta, nei fatti, dell'unica exclave italiana esistente. Su richiesta dell’Italia, il Consiglio dell'Unione europea ha approvato la direttiva (UE) 2019/475 che prevede l’inclusione del comune di Campione d’Italia nel territorio doganale dell’Unione europea.

## Etimologia
La denominazione originaria della località è semplicemente Campione, toponimo forse giustificato dalla presenza di un castello d'epoca tardo-romana denominato Campilo, Campillium, Campiglio o Campilionum. Secondo alcuni, queste denominazioni deriverebbero da Campi Liei, ossia "Campi di Bacco".
Fino al 1865 la denominazione fu "Campione d'Intelvi" altrimenti semplificata in "Campione Intelvi". L'attuale composizione del nome fu decretata in epoca fascista con il regio decreto numero 1959 del 18 dicembre 1933 a seguito della domanda formulata in data 5 ottobre 1933 dal podestà di Campione, in esecuzione della propria deliberazione del 10 giugno 1933, in cui si chiedeva l'autorizzazione di modificare la denominazione del comune in "Campione d'Italia", nome assunto a partire dal 25 febbraio 1934.

## Geografia fisica
Sovrastato dal Monte Caprino, Campione d'Italia è un comune ed exclave del territorio italiano completamente circondato da territorio elvetico, con una superficie di circa 2,6 km² (0,9 km² di terraferma e 1,7 km² di lago 'territoriale').
L'estensione del comune è esigua (la parte di terraferma è il doppio della Città del Vaticano) considerando che la conformazione orografica di forte pendenza rende possibile l'urbanizzazione su una superficie ancora minore. Infatti, la larghezza del territorio va dai pochi metri all'estremità nord ai circa 650 m (in linea d'aria) di quella meridionale con una variazione altimetrica di circa 324 m (dai 271 m al livello del lago ai 595 in corrispondenza del termine di confine). L'estensione lineare nord-sud del territorio è di circa 2,5 km.
La lunghezza della linea di confine è di circa 7 km dei quali 3,4 km terrestri.
Il municipio dista da quello del comune di Alta Valle Intelvi circa 15 km; in linea d'aria invece i confini tra i due comuni distano circa 720 metri.

## Storia

### Età antica
È ipotizzata l'esistenza di un insediamento sulle coste del lago di Lugano risalenti al I secolo a.C. quando i Romani vi avrebbero installato un posto avanzato di guardia a causa della discesa dei Reti lungo le valli alpine. L'ipotesi manca comunque del supporto di dati archeologici. Si può immaginare che il villaggio fosse dedito all'agricoltura e alla pesca lacustre.

### Medioevo
Durante il Medioevo Campione fu luogo di insediamento longobardo. La conversione di questo popolo dall'arianesimo al cattolicesimo romano, avvenuta nel VII secolo, aumentò il prestigio della Chiesa di Roma, la quale cominciò a ricevere lasciti e donazioni in tutta la Lombardia.
In questo clima si hanno le prime notizie testuali su Campione. Il primo documento, datato 756, riguarda la donazione di un uliveto in favore della locale basilica di San Zenone. Nel 769 vi è la donazione di un altro uliveto sempre alla stessa basilica. Una data fondamentale per la definizione dello status di Campione è il 777, anno in cui muore Totone da Campione, appartenente a una famiglia possidente locale di stirpe longobarda, che nel testamento nomina erede universale dei suoi terreni l'arcivescovo di Milano Tomaso. Nel 784, Campione passò al suo successore Pietro I, che lo donò al monastero di Sant'Ambrogio di Milano.
Il testamento di Totone ebbe conseguenze più che millenarie nella storia politica di Campione, anzitutto perché staccò quella terra dalla dipendenza del vescovo di Como. Inoltre da quella data Campione divenne un feudo dell'abbazia di Sant'Ambrogio di Milano, il che cambiò anche il suo status giuridico. Infatti la dominazione abbaziale si mantenne per circa nove secoli, mentre dal punto di vista politico questa signoria venne a costituire un'isola giurisdizionale, riconosciuta dal Sacro Romano Impero.
Dall'835 e fino al 1797, l'abbazia di Sant'Ambrogio spediva a Campione un monaco come parroco e un giurisdicente con le funzioni sia sacerdotali sia civili.
A partire dall'editto di re Rotari Campione fu culla di una serie praticamente ininterrotta di lapicidi, plasticatori, pittori, capomastri, architetti e ingegneri attivi nei principali centri della Lombardia storica, conosciuti nella storia dell'arte come Maestri Campionesi. Un periodo particolarmente florido per questi artigiani fu il periodo a cavallo tra la metà del XII secolo e la fine del XIV. 
Campione seguirà poi le vicende del Milanese, entrando nell'orbita della signoria dei Visconti e del Ducato di Milano sin a partire dalla sua fondazione nel 1395, pur mantenendo lo status di feudo imperiale concesso agli abati di Sant'Ambrogio di Milano: de facto Campione fu un'entità semi-indipendente all'interno del Ducato di Milano.

### Età moderna

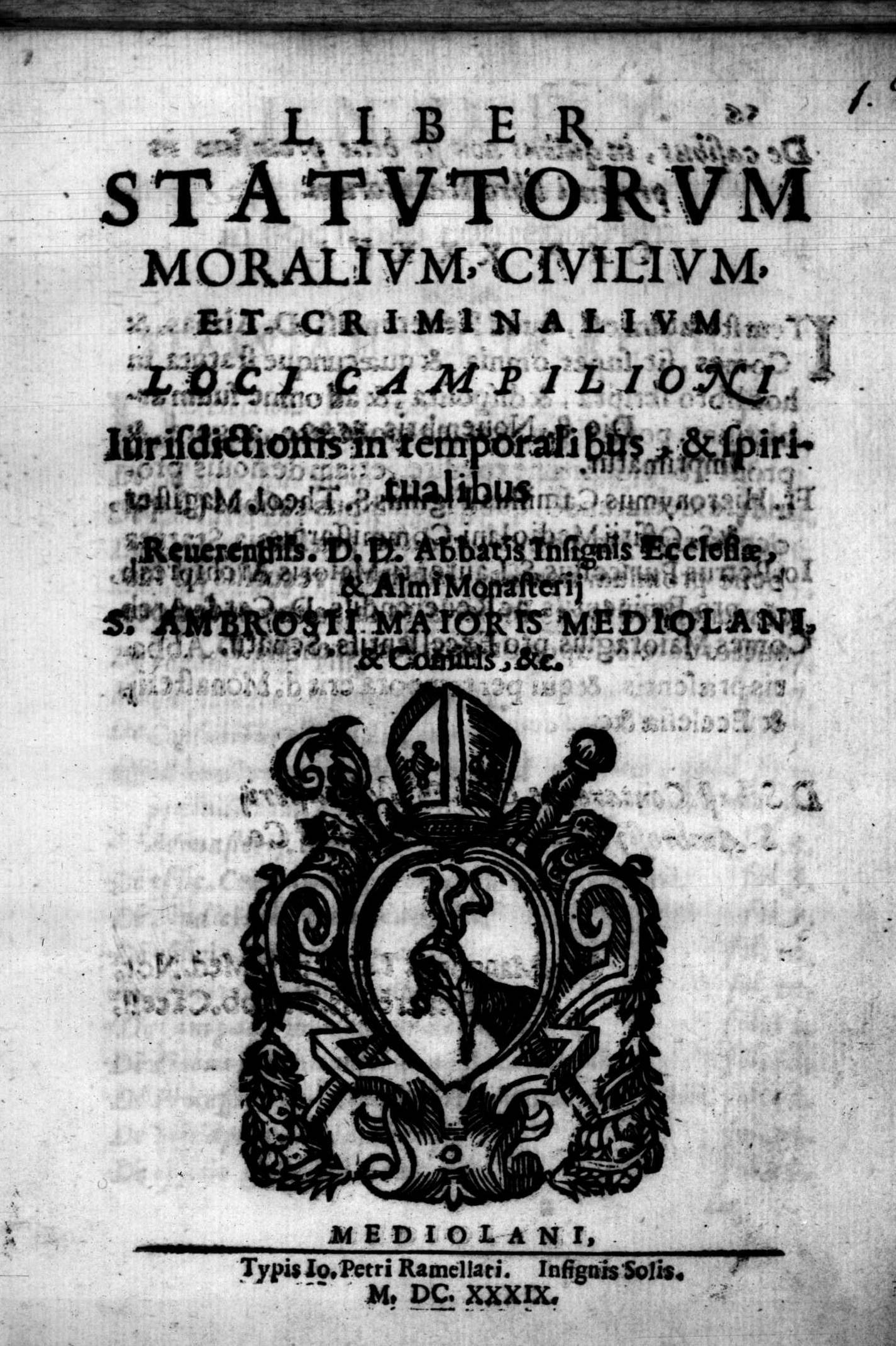
Gli statuti di Campione (Liber statutorum moralum, civilium et criminalium loci Campilioni jurisdictionis), 1639

Nel 1521 i cantoni confederati svizzeri conquistarono il territorio del Luganese, costituendo un baliaggio che nei secoli successivi divenne parte del moderno Cantone Ticino. Lo status giuridico di Campione, quale feudo imperiale concesso agli abati ambrosiani, preservò il suo territorio dall'annessione alla Svizzera, ponendo così le premesse alla sua costituzione come exclave italiana in territorio elvetico.
Nel 1596 alcuni documenti testimoniano dispute di confine con Arogno. In quell'occasione il limitrofo comune svizzero accusava Campione di aver manomesso e fatto scomparire alcuni termini del confine di stato. La conferma della sentenza condannava i campionesi alla ridemarcazione del confine con il risarcimento pecuniario dell'operazione.
Gli obblighi dei campionesi nei confronti dell'abate milanese erano sanciti da statuti che vennero pubblicati solo nel 1639. Per quanto riguarda il territorio, questi statuti prevedevano la nullità di donazioni operate a qualunque titolo e in qualsiasi forma da abitanti di Campione in favore di stranieri. Tali transazioni acquistavano validità solo se entro un anno il nuovo proprietario eleggeva la sua residenza nel feudo. Tali norme dovevano anche preservare l'integrità territoriale del feudo.
La prima rilevazione catastale della zona di Como e territori adiacenti avvenne nel 1718 sotto l'imperatore Carlo VI (1685-1740) che, tra alterne vicende, fu pubblicata sotto l'imperatrice Maria Teresa (1717-1780) il 1º gennaio 1760 e passò alla storia con il nome di Catasto Teresiano. Una seconda rilevazione avvenne nella prima metà del XIX secolo e fu chiamata catasto Lombardo-Veneto.

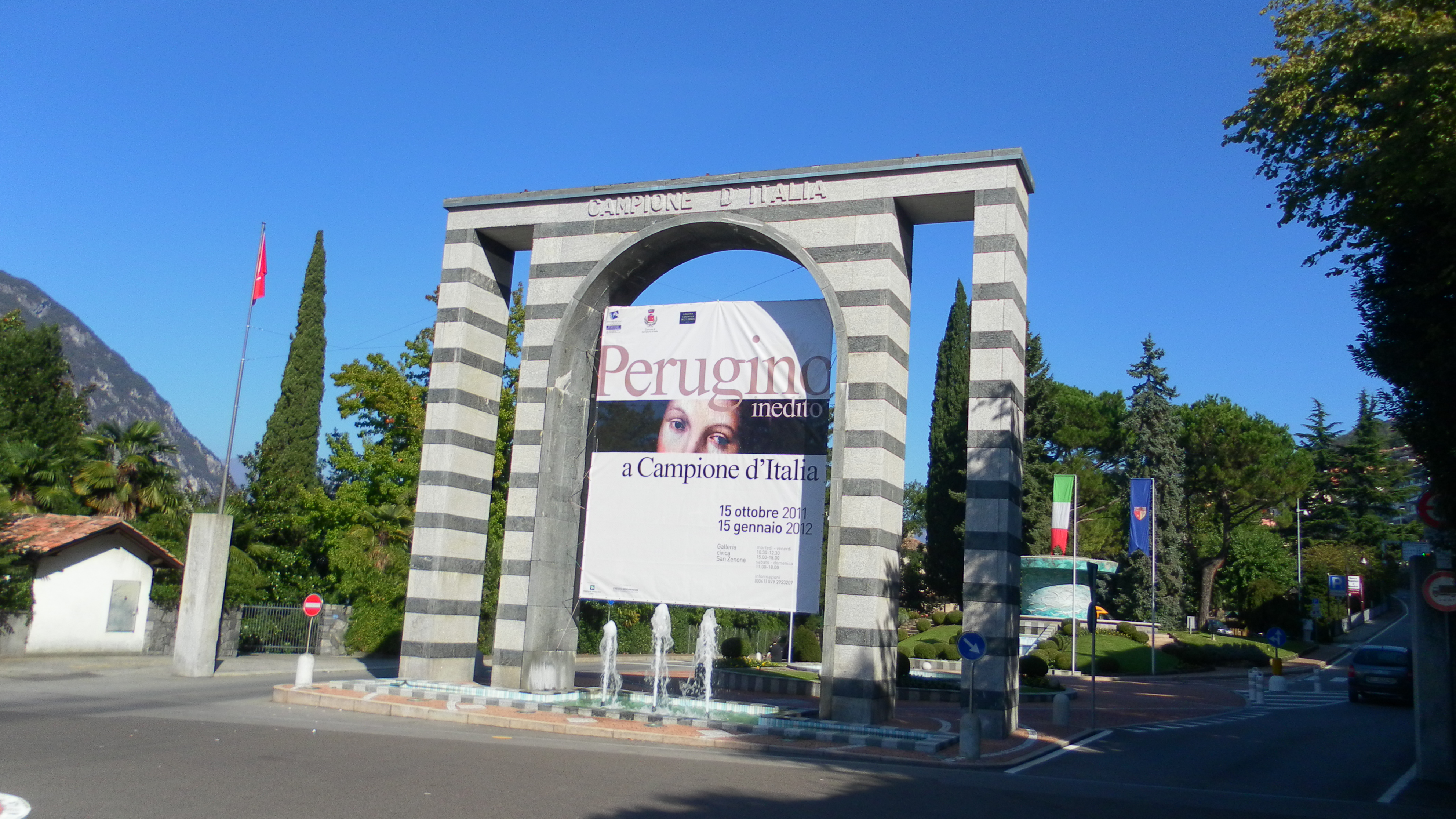
L'arco d'ingresso a Campione in piazza Indipendenza, al confine tra Italia e Svizzera

### Età contemporanea
Dopo oltre nove secoli quale feudo imperiale semi-indipendente, l'invasione francese del 1797 fece mancare la protezione della Chiesa e dell'Impero. Il 2 febbraio 1797 il territorio di Campione fu incorporato nella Repubblica Cisalpina. Per suffragare tale azione i francesi indissero un plebiscito per avvalorare l'intento di aiutare i campionesi. A seguito della debellatio della Repubblica Cisalpina da parte della coalizione austro-russa del 1799, vi fu l'occupazione austriaca e il 14 novembre dello stesso anno si proclamò la decadenza dell'autorità feudale.
In altre parole, il 1799 fu l'anno in cui Campione cessò di essere un feudo dell'abbazia milanese di Sant'Ambrogio. Restaurata la Repubblica Cisalpina nel 1800, essa fu trasformata in Repubblica Italiana nel 1801. Con la Repubblica Cisalpina, il territorio di Campione fu unito per la parte civile alla Val d'Intelvi, Dipartimento del Lario, Mandamento di San Fedele e più tardi Mandamento di Castiglione. Per la parte ecclesiastica, che fino al 7 ottobre 1799 costituiva un'entità autonoma non appartenente a diocesi alcuna, Campione fu invece annesso alla pieve di San Mamete in Valsolda, compresa nell'arcidiocesi di Milano.
Una delle ragioni per cui fu mantenuta l'unione di Campione all'arcidiocesi di Milano, escludendolo dalla diocesi di Como, fu data dall'ultimo vicario Carboni, che, interpellato dall'arcivescovo di Milano e dal vescovo di Como, ottenne di risolvere amichevolmente la questione: non per la secolare attinenza al rito ambrosiano, ma per la maggior durata del carnevale ambrosiano, alla quale i campionesi non erano disposti a rinunciare.
Dopo la proclamazione dell'Impero francese nel 1804, la Repubblica italiana divenne il Regno d'Italia con la corona a Napoleone. In questi eventi Campione seguì le sorti dei territori lombardi e fu rioccupata dai francesi. Forse approfittando della situazione di dominazione, i Cantoni svizzeri iniziarono a rivendicare il territorio di Campione, ma un referendum respinse l'annessione. Nel 1800 la Confederazione svizzera aveva proposto lo scambio di Campione con il villaggio di Indemini, situato tra il lago di Lugano e il lago Maggiore, ma la questione non ebbe seguito.
Nel 1814 il Cantone Ticino chiese ufficialmente all'alta Dieta federale di offrire i suoi buoni uffici nei lavori del Congresso di Vienna (1814-1815) ove la delegazione svizzera richiese, ancora senza successo, l'unificazione al Cantone Ticino di Campione. Nel 1815, a seguito della sconfitta di Napoleone, la Lombardia passò sotto il governo degli austriaci divenendo il Regno Lombardo-Veneto e Campione ne seguì le sorti rientrando nella provincia di Como.
Dopo le Cinque giornate di Milano (marzo 1848) e lo scoppio della prima guerra d'indipendenza italiana (marzo-agosto 1848) furono, per la prima volta, i campionesi a chiedere (29 marzo 1848) al governo svizzero l'annessione, essendo oramai probabile una loro unione al Regno di Sardegna in caso di occupazione del Regno Lombardo-Veneto. Il 9 maggio 1848 il governo ticinese chiese l'appoggio del Gran Consiglio per avvalorare la richiesta, considerando che:
Il governo della Confederazione elvetica, dopo aver vagliato attentamente la richiesta, la respinse per opportunità politica al fine di conservare la dichiarata neutralità. Terminata la dominazione austriaca con la seconda guerra d'indipendenza italiana e la costituzione del Regno d'Italia nel 1861, i due governi decisero una revisione della linea di confine delimitata con molte difficoltà con il Trattato di Varese del 1752. Tali trattative portarono alla Convenzione del 5 ottobre 1861 con la quale, per quanto riguarda Campione, veniva ceduto alla Svizzera, in via definitiva, il territorio della Costa di San Martino e della Casaccia, situati sulla riva opposta a Campione.
Dal 1861 il territorio di Campione non subì ulteriori variazioni e nel 1923 la nuova demarcazione migliorò semplicemente quella del secolo passato.

#### Il Novecento
Nel 1934, in pieno fascismo, al nome del comune storico fu aggiunto lo specificativo d'Italia e ci fu la fondazione del casinò. L’amministrazione fascista proseguì per alcuni mesi dopo l'armistizio, ma nella notte del 27 gennaio 1944 un gruppo di cittadini, inclusi i carabinieri locali, arrestarono i repubblichini e giurarono fedeltà al Regno del Sud. Questa insurrezione fu unica nel suo genere, la prima in Italia settentrionale a non essere stata repressa: l’isolamento territoriale, infatti, impedì alle forze nazifasciste di rioccupare Campione. Nel referendum del 2 giugno 1946 la maggioranza dei cittadini (il 56,41%) votò a favore della monarchia. 

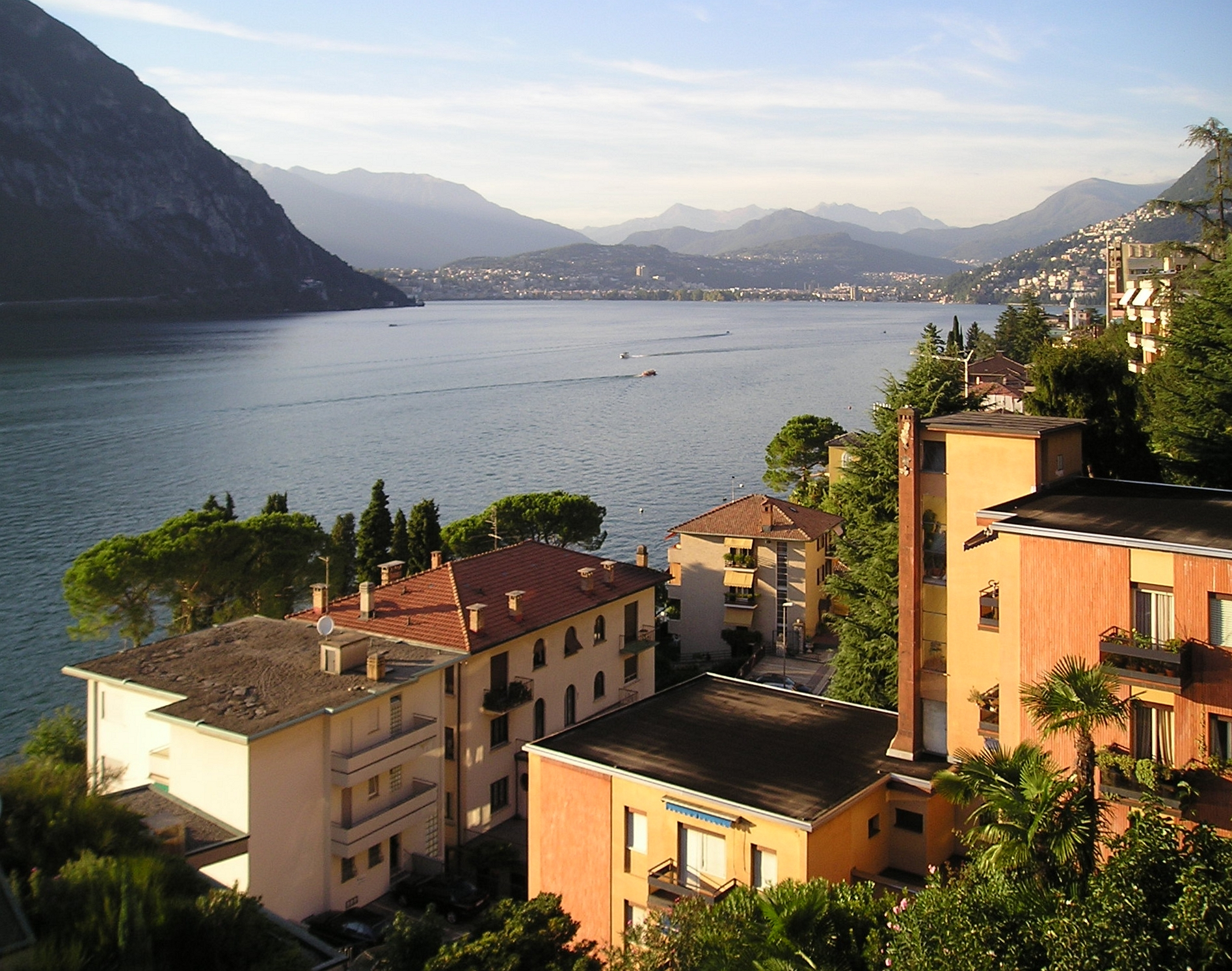
Vista di Campione con Lugano, sullo sfondo, a nord

Il villaggio subì un forte sviluppo edilizio residenziale e turistico, in particolare dopo l'apertura del casinò municipale; completamente riedificato nel 1999 su progetto dell'architetto ticinese Mario Botta, definito dalla critica un "ecomostro" per l'imponente cubatura spigolosa.

#### Anni Duemila
A gennaio 2018 la procura di Como chiese il fallimento del casinò, adducendo a motivo l'esistenza di una voragine debitoria di circa 5 milioni di franchi svizzeri. Il 27 luglio la richiesta venne accolta e la casa da gioco chiuse con effetto immediato. Due mesi dopo, il Comune, socio unico del casinò, che già a maggio era stato dichiarato in dissesto finanziario, venne affidato a un commissario prefettizio, che restò in carica per circa un anno e mezzo, periodo nel quale i dipendenti municipali vennero ridotti da circa 100 a 15.
Dal 1º gennaio 2020 il territorio del Comune è entrato a far parte dell'area doganale dell'Unione Europea; di conseguenza, l'unico accesso stradale a Campione è diventato a tutti gli effetti un posto di frontiera, presidiato dalle guardie di confine elvetiche e dalla Guardia di Finanza italiana. A seguito di questo cambiamento, i cittadini del Comune sono tornati ad immatricolare i loro veicoli nuovamente con targhe italiane e a non utilizzare più quelle svizzere; le patenti automobilistiche e nautiche sono state parimenti convertite.
Il casinò ha riaperto il 26 gennaio 2022, con un organico ridotto e un allestimento meno ampio di prima.

### Simboli

Versione dello stemma secondo le norme araldiche svizzere.

Lo stemma araldico comunale, concesso con decreto del presidente della Repubblica l'8 gennaio 1997, è uno scudo gotico presentante la seguente blasonatura:
Ciascun elemento è evocativo di un aspetto della storia campionese: il pastorale allude al periodo in cui la località era feudo dell'abate di Sant'Ambrogio a Milano, la mano con la sferza è il tradizionale attributo del santo patrono milanese per la sua opera di custode e difensore della fede contro gli ariani (siffatta iconografia si ritrova anche nel gonfalone del comune di Milano), la chiocciola alluderebbe o all'immaginaria derivazione del toponimo comunale da CAMPUS HELICEUS (letteralmente “campo delle chiocciole”) o all'uso dei maestri campionesi di portare con sé i loro beni (rappresentati dalla conchiglia) lasciando al contempo il segno del loro passaggio (come la bava del mollusco) ovunque andassero, grazie alle loro opere e ai loro lavori. Il cartiglio col motto COMMUNITAS CAMPILIONI lega invece il toponimo alla parola latina Campilia, designante un insieme di appezzamenti di terra coltivabili.
Lo stemma viene declinato in due versioni: una, secondo il modello araldico svizzero, del tutto priva di orpelli esterni, mentre l'altra, oltre a presentare la forma emblematica di scudo francese moderno, include i coronamenti araldici comunali propri della Repubblica Italiana (corona turrita e serto di quercia e alloro serrato da un nastro tricolore).
Il gonfalone è un drappo partito di rosso e di giallo.

## Monumenti e luoghi d'interesse

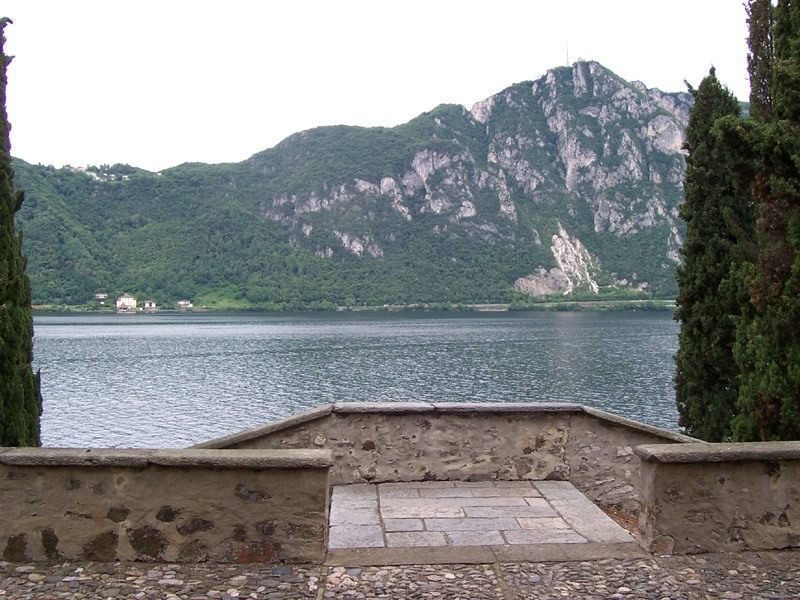
Il sagrato della chiesa di Santa Maria dei Ghirli, con il Monte San Salvatore sullo sfondo

### Architetture religiose
- La ex-chiesa di San Zenone[23], documentata dal 756, fu fondata dalla famiglia di Totone; ricostruita nel XIV secolo, trasformata secondo lo stile barocco nel XVIII secolo, fu sconsacrata nel 1967. È ora adibita a galleria per l'esposizione di mostre artistiche.

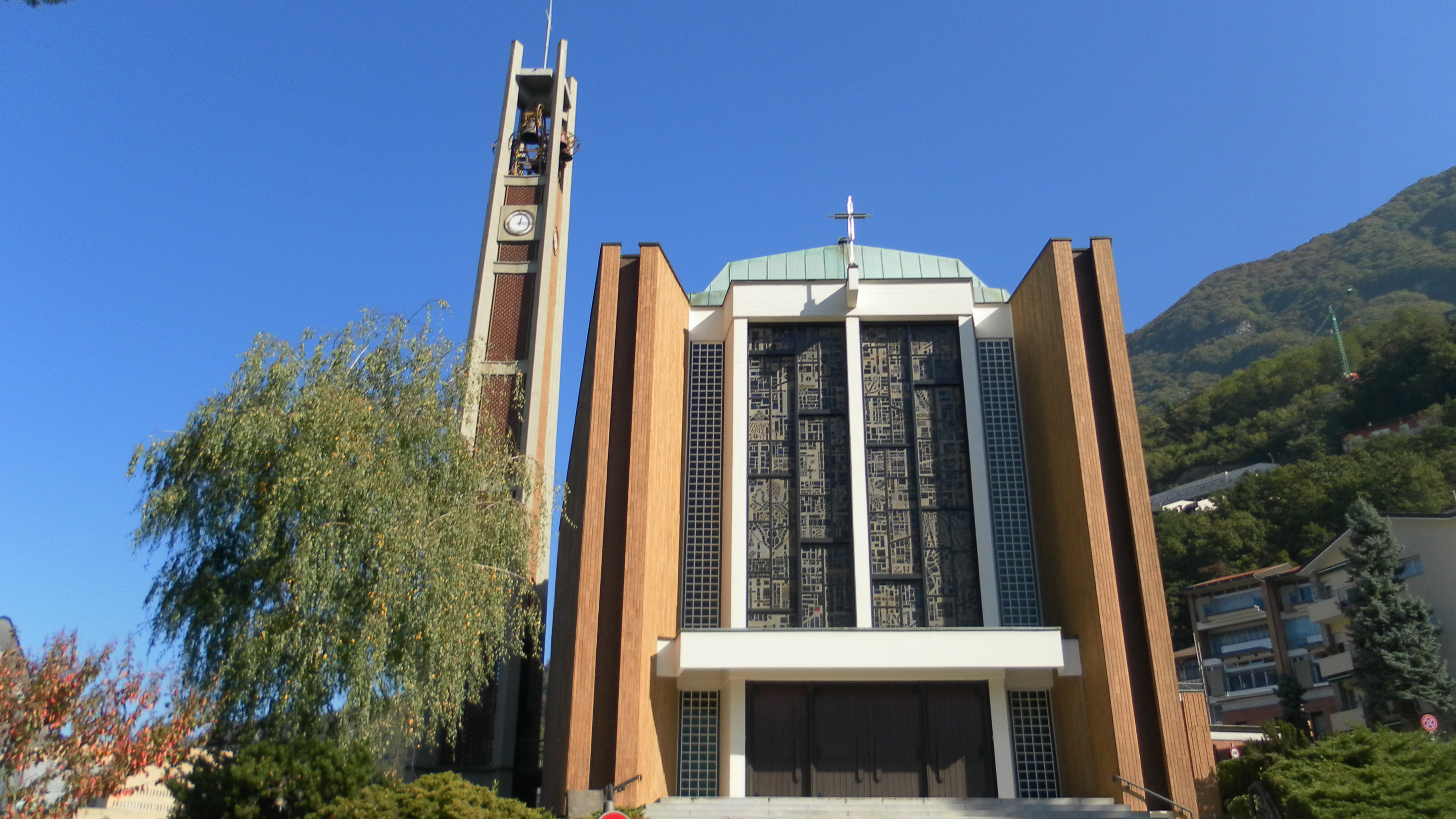
La nuova chiesa di San Zenone

- La nuova chiesa parrocchiale di San Zenone si trova in viale Marco da Campione. È un monumentale edificio moderno con chiesa inferiore e slanciato campanile, realizzato nel biennio 1966-1967[24] da Mario Salvadè con copertura in cemento armato precompresso; il fonte battesimale del 1576 proviene dall'antica parrocchiale.
- La chiesa di Santa Maria dei Ghirli[25], meta di pellegrinaggio, su un terrazzo direttamente raggiungibile dal lago mediante una monumentale scalinata doppia di quattro rampe, contiene importanti cicli di affreschi databili dal secolo XIII fino al secolo XVIII, fra cui il celebre Giudizio universale, capolavoro del gotico internazionale lombardo. Il nome della chiesa rimanda alle rondini (in dialetto ghirli), metafora dei tanti maestri campionesi emigrati per lunghi periodi[10].
- La chiesa-oratorio di San Pietro[26], in piazza Roma, documentata dal 1148, è posta all'entrata dell'antico centro del borgo. Indagini archeologiche condotte nel 1994 hanno appurato le origini medievali della fondazione. Lo scavo ha permesso di individuare cinque fasi d'uso. In età altomedievale l'area venne adibita a necropoli e nell'VIII secolo su di essa fu edificata una chiesa dedicata ai santi Nazario e Vittore, con funzione cimiteriale.

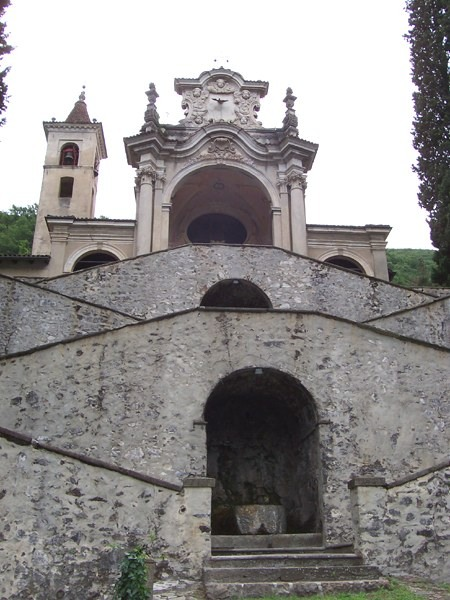
Il Santuario della Madonna dei Ghirli
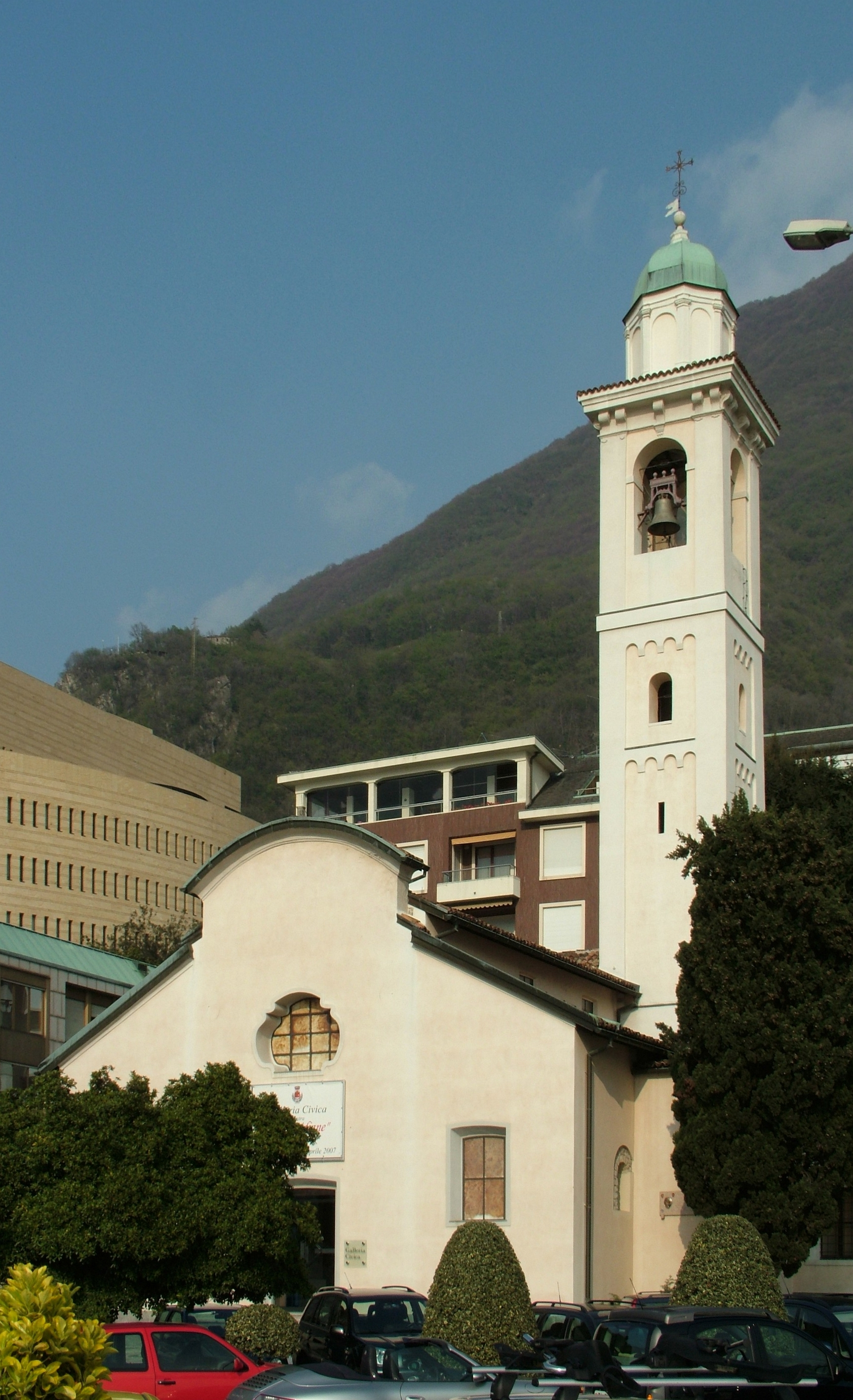
La Galleria Civica di Campione d'Italia
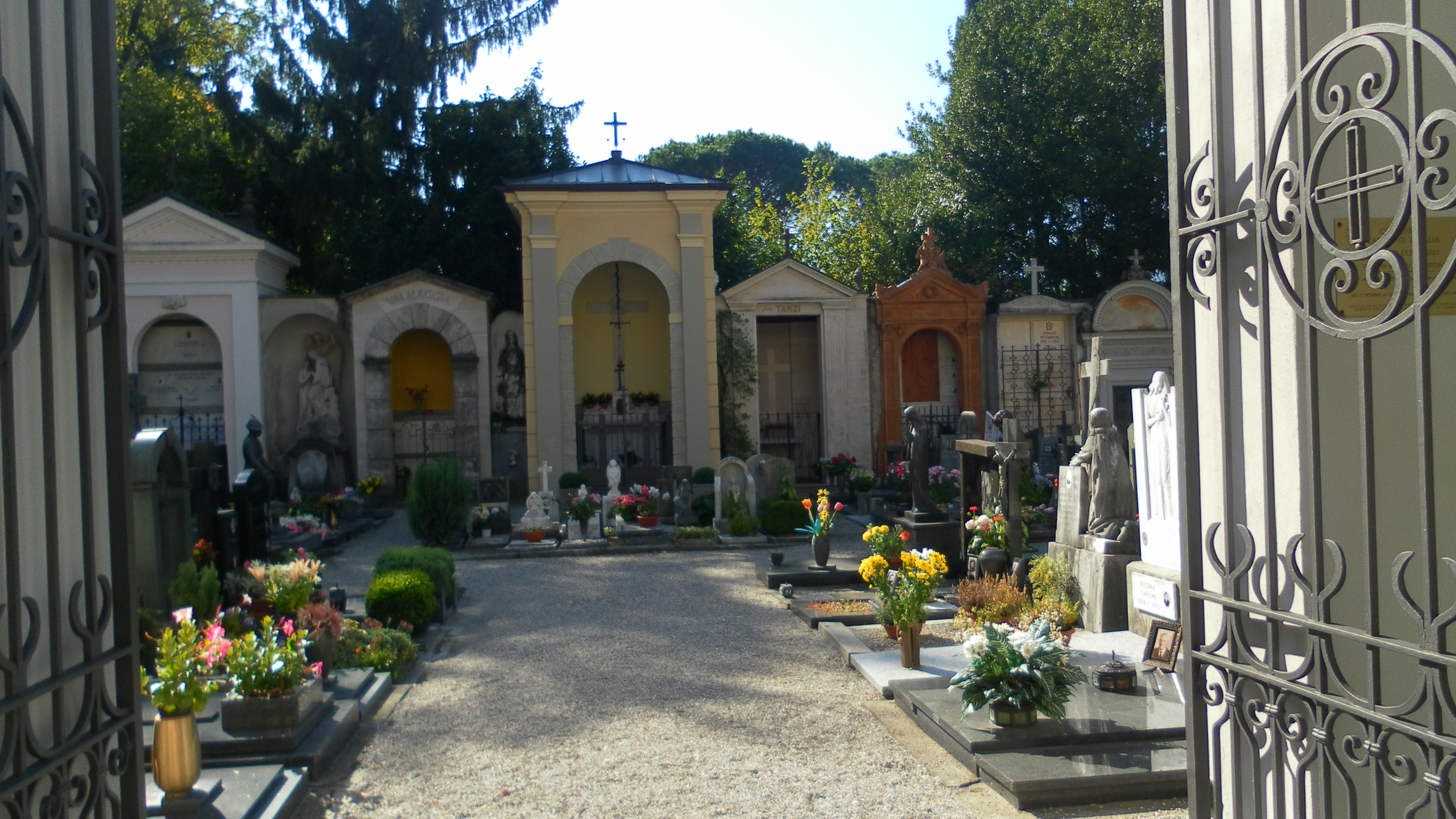
Il cimitero di Campione

## Società

### Evoluzione demografica
Prima dell'unità d'Italia
- 1799: 200 abitanti[27]
- 1805: 269 abitanti[27]
- 1809: 156 abitanti[27]
- 1853: 274 abitanti[28]

Dopo l'unità d'Italia
Abitanti censiti

### Etnie e minoranze straniere
Secondo le statistiche ISTATal 1º gennaio 2023 la popolazione straniera 
residente nel comune era di 531 persone, pari al 30% della popolazione, così suddivisi per nazionalità, elencando le presenze più significative:
1. Russia, 247
2. Ucraina, 57
3. Romania, 27
4. Filippine, 18
5. Germania, 17
6. Svizzera, 16

## Amministrazione

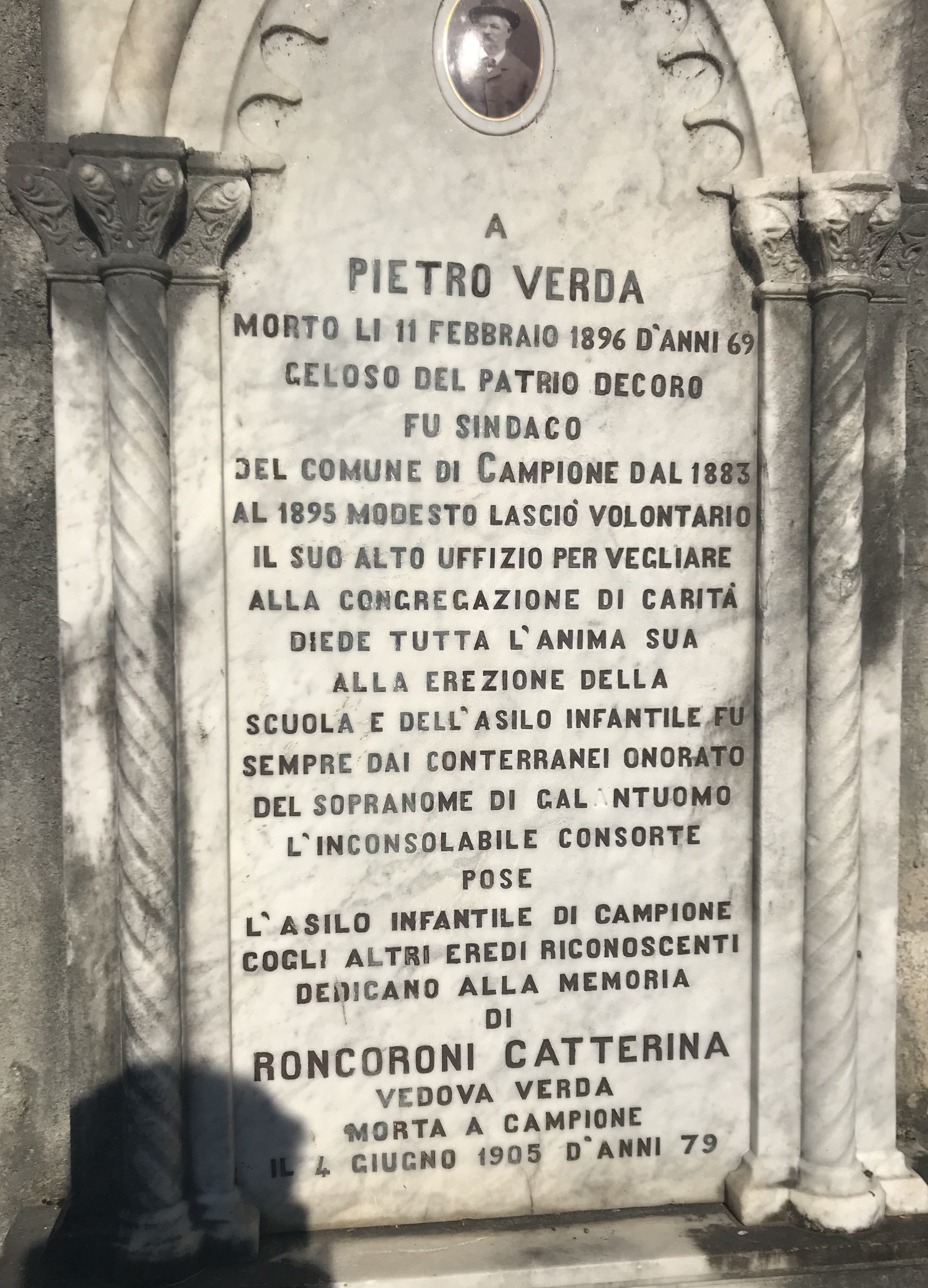
Tomba di Pietro Verda presso il cimitero di Campione d'Italia

| Periodo           | Periodo           | Primo cittadino          | Partito                         | Carica                  | Note   |
| ----------------- | ----------------- | ------------------------ | ------------------------------- | ----------------------- | ------ |
| 1883              | 1895              | Pietro Verda             |                                 | Sindaco                 |        |
| 1945              | 1946              | Plinio Bezzola           |                                 | Regio commissario       | [ 31 ] |
| 1946              | 1946              | Giuseppe Salerno         |                                 | Commissario prefettizio | [ 31 ] |
| 1946              | 1951              | Felzi Tagliaferri        |                                 | Sindaco                 | [ 31 ] |
| 1951              | 1980              | Felice de Baggis         |                                 | Sindaco                 | [ 31 ] |
| 1980              | 1983              | Sergio Costioli          |                                 | Sindaco                 | [ 31 ] |
| 1983              | 1984              | Michele de Feis          |                                 | Commissario prefettizio | [ 31 ] |
| 1984              | 1987              | Carlo Franchini          |                                 | Sindaco                 | [ 31 ] |
| 1987              | 1990              | Franco Charrey           |                                 | Sindaco                 | [ 31 ] |
| 1990              | 1994              | Enzo Picco               |                                 | Sindaco                 | [ 31 ] |
| 13 giugno 1994    | 28 maggio 2002    | Roberto Salmoiraghi      | Lista civica                    | Sindaco                 | [ 32 ] |
| 28 maggio 2002    | 21 luglio 2003    | Britt Marie Gustafsson   | Lista civica                    | Sindaco                 | [ 32 ] |
| 21 luglio 2003    | 14 giugno 2004    | Umberto Lucchese         |                                 | Commissario prefettizio | [ 32 ] |
| 14 giugno 2004    | 30 novembre 2006  | Roberto Salmoiraghi      | Lista civica                    | Sindaco                 | [ 32 ] |
| 30 novembre 2006  | 29 maggio 2007    | Umberto Calandrella      |                                 | Commissario prefettizio | [ 32 ] |
| 29 maggio 2007    | 12 maggio 2017    | Maria Paola Rita Mangili | Lista civica "Noi per Campione" | Sindaco                 | [ 32 ] |
| 12 maggio 2017    | 21 settembre 2018 | Roberto Salmoiraghi      | Lista civica "Insieme possiamo" | Sindaco                 | [ 32 ] |
| 21 settembre 2018 | 21 settembre 2020 | Giorgio Zanzi            |                                 | Commissario prefettizio | [ 32 ] |
| 21 settembre 2020 | in carica         | Roberto Canesi           | Lista civica "Campione rinasce" | Sindaco                 | [ 32 ] |

## Peculiarità e regole speciali
Il Comune è fortemente integrato dal punto di vista economico con la Svizzera: nel commercio sono correntemente usati e accettati sia l'euro sia il franco svizzero, la rete telefonica locale è allacciata a quella svizzera e fino alla fine dell'anno 2019 sia al sistema postale elvetico col codice CH-6911 che a quello italiano col codice I-22061. Pur non facendo ufficialmente parte dell'area doganale svizzera, Campione fu sottoposto al relativo regime doganale dal 1925 al 2019: a seguito di una decisione unilaterale delle autorità svizzere, il Comune fu infatti soggetto all'imposizione dell'IVA svizzera, rendendolo una zona extradoganale dal punto di vista italiano.
Per quanto concerne la circolazione veicolare, fino alla fine del 2019 gli automezzi intestati a residenti a Campione (ivi compresi i mezzi della polizia locale) erano immatricolati in Canton Ticino e così anche le patenti di guida in uso erano quelle elvetiche; la stessa prassi era estesa a natanti e patenti nautiche. Col passaggio del Comune alla zona doganale dell'Unione europea, ai residenti sono stati accordati due anni di tempo per convertire le licenze e reimmatricolare i veicoli.
A seguito di un accordo con le poste svizzere, dal maggio 1944 l'ufficio postale di Campione d'Italia utilizzò propri francobolli. L'accordo restò in vigore fino al 31 maggio 1952. C'era, sino alla fine dell'anno 2019, un ufficio postale gestito dal Comune in cui erano effettuabili operazioni sia con Poste Italiane sia con la Posta Svizzera, poi chiuso a seguito del dissesto finanziario dell'amministrazione municipale.
Campione d'Italia ha la particolarità di essere un'exclave separata dal territorio italiano da un lago: non è possibile raggiungere l'Italia da Campione attraversando il Lago di Lugano senza passare nelle acque territoriali svizzere. A tal proposito l'Italia, con il decreto del Presidente della Repubblica n. 633/1972, regola il proprio settore lacustre e lo definisce come acque italiane del Lago di Lugano, comportando la non applicazione della normativa doganale italiana in fatto di IVA al 22% e altre accise. Il confine tra la Svizzera e Campione fu considerato aperto, senza controlli di frontiera, sino al 31 dicembre 2019.
Tuttavia sullo scambio di beni e servizi B2C viene applicata una imposta comunale denominata ILCC che segue le aliquote e le franchigie svizzere.
In seguito a un accordo firmato il 7 settembre 2011 al municipio di Campione d'Italia dal sindaco Maria Paola Mangili Piccaluga, dal presidente del Consiglio di Stato ticinese Laura Sadis e dal Cancelliere di Stato Giampiero Gianella, i cittadini residenti a Campione vennero equiparati a quelli svizzeri, compresi coloro che erano domiciliati nei paesi confinanti, e fu istituita una commissione paritetica permanente tra il comune di Campione d'Italia e il Canton Ticino.
La sicurezza a Campione d'Italia è garantita dall'Arma dei Carabinieri e dalla Polizia locale. È presente anche la Protezione Civile italiana.

## Casinò

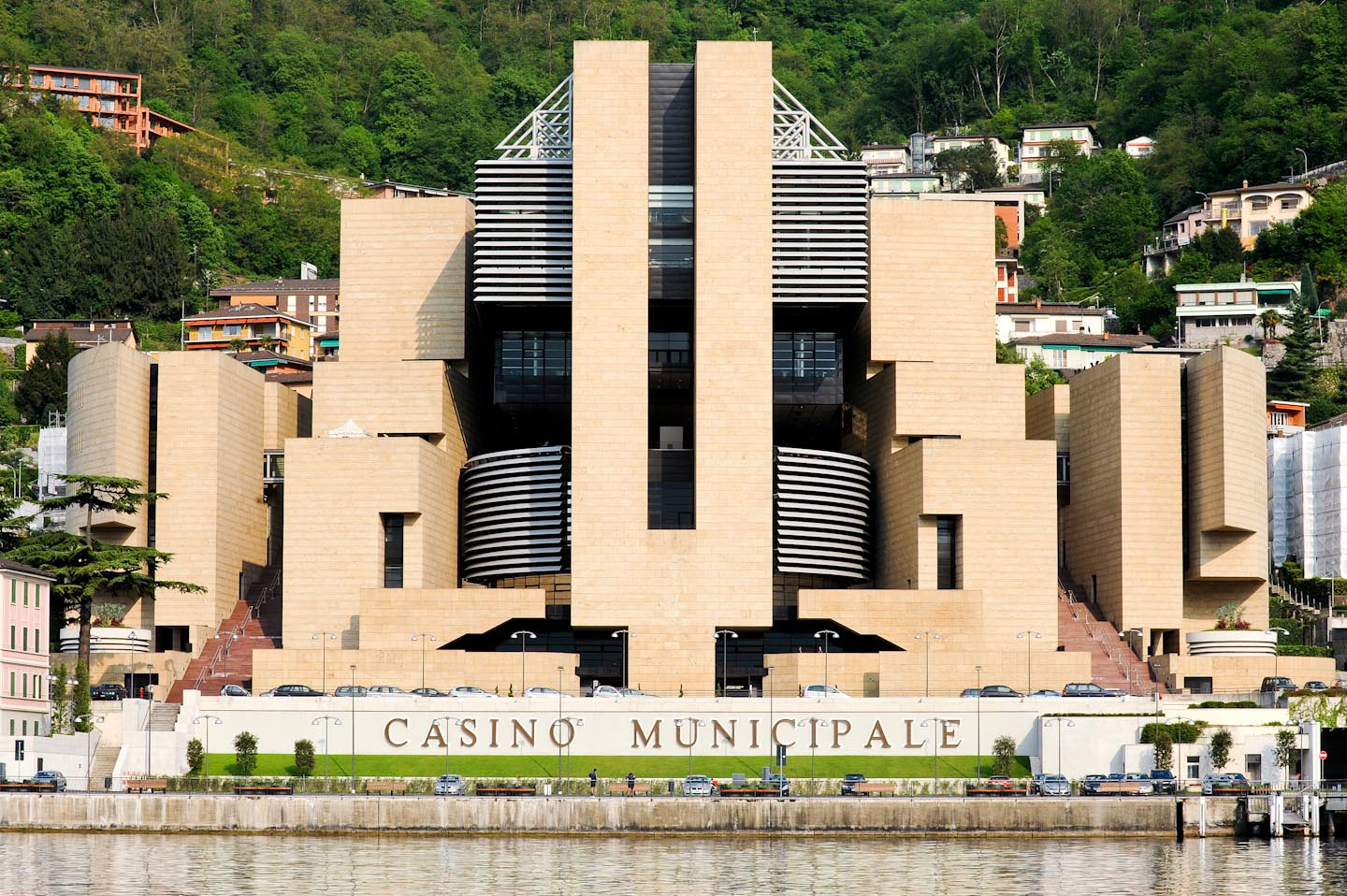
La sede progettata da Mario Botta per il Casinò di Campione nel 2007

Campione è famosa per ospitare uno dei quattro casinò italiani (gli altri tre sono Venezia, Sanremo e Saint Vincent), regolato da una legislazione risalente a prima della Seconda guerra mondiale, più favorevole rispetto a quella italiana e svizzera. Nel 2007 il casinò di Campione ha traslocato in un moderno e più ampio edificio, concepito dall'architetto ticinese Mario Botta. Con una superficie quadrata di 590.000 metri quadrati, è il più grande casinò in Europa.

### Fallimento
Il 27 luglio 2018 il Tribunale di Como dichiarò fallito il casinò, accogliendo la richiesta presentata dalla Procura di Como in seguito all'impossibilità da parte del casinò di versare le quote dovute al Comune di Campione, unico socio, provocandone il dissesto finanziario.
A seguito della chiusura della casa di gioco e del licenziamento collettivo dei 482 dipendenti, l'exclave di Campione d'Italia ha visto una drastica diminuzione di turisti, prima attirati dall'esercizio del casinò, comportando un rapido peggioramento delle condizioni economiche e sociali della popolazione residente nell'exclave italiana. Conseguentemente al fallimento hanno chiuso la scuola dell'infanzia e un centro degli anziani, portando inoltre a numerose diffide da parte dei dipendenti pubblici al Comune per il mancato pagamento degli stipendi e dei contributi per il funzionamento delle strutture.

### Riapertura
Dopo tre anni di inattività il casinò è stato riaperto il 22 gennaio 2022, riassumendo buona parte degli ex dipendenti.

## Cultura

### Istruzione
Campione d'Italia è sede della scuola primaria e della scuola secondaria di primo grado "Maestri Campionesi", che si trovano in via Riasc e sono parte dell'Istituto Comprensivo Como Nord, che ha sede a Como-Brogeda e ha plessi nei quartieri comaschi di Sagnino, Monte Olimpino e Ponte Chiasso.

#### Biblioteca
La Biblioteca Comunale situata in corso Italia ha circa 11.000 volumi e 600 dvd.

## Sport
A Campione d'Italia ha sede l'Associazione Polisportiva Campionese, fondata nel 1978 con l'obiettivo di promuovere le attività sportive, in particolare il gioco del calcio. La sua prima squadra, che gioca le partite casalinghe al centro sportivo comunale, è l'unica squadra italiana di calcio a militare nel campionato svizzero, in Quarta Lega ticinese. L'A.P. Campionese è inoltre attiva nello sci, nella pallavolo, nel beach volley e nell'atletica leggera. Tutte le squadre disputano i campionati svizzeri.

### Ciclismo
Giro d'Italia
Campione d'Italia è stata sede della cosiddetta "Grande Partenza" del Giro d'Italia nell'edizione del 1968, con il via ufficiale della corsa dato il 20 maggio dal piazzale Maestri Campionesi, per effettuare un circuito cittadino che ebbe la vittoria del francese Charly Grosskost. Il giorno dopo prese il via la tappa Campione d'Italia-Novara, vinta dal belga Eddy Merckx. Pertanto, la città è stata sede di tappa della "Corsa Rosa" in tre occasioni (due partenze e un arrivo).

### Automobilismo
In due occasioni, a cavallo della seconda guerra mondiale, Campione fu sede di una gara automobilistica. Il Circuito di Campione d'Italia 1937 fu una gara riservata a vetture di 1500cc. Il Circuito di Campione d'Italia 1946 vide invece due classi in gara: 750cc e 1100cc.

## Riferimenti normativi
- Art. 6 comma 1 lett. f) della Direttiva 2006/112/CE del Consiglio, del 28 novembre 2006, relativa al sistema comune d’imposta sul valore aggiunto
- Art. 1 comma 562 della Legge 27 dicembre 2019, n. 160 - Bilancio di previsione dello Stato per l'anno finanziario 2020 e bilancio pluriennale per il triennio 2020-2022.
- Decreto ministeriale 16 dicembre 2020 - Funzionamento dell'imposta locale di consumo a Campione d'Italia.

### Esplicative
1. ↑  Per il dialetto comasco, si utilizza l'ortografia ticinese, introdotta a partire dal 1969 dall'associazione culturale Famiglia Comasca nei vocabolari, nei documenti e nella produzione letteraria.

### Bibliografiche
1. ↑  2,68 includendo le acque territoriali.
2. 1 2   Bilancio demografico mensile anno 2025 (dati provvisori), su demo.istat.it, ISTAT.
3. ↑  
Comune di Campione d'Italia - Territorio e confini
4. ↑   Classificazione sismica (XLS), su rischi.protezionecivile.gov.it.
5. ↑   Tabella dei gradi/giorno dei Comuni italiani raggruppati per Regione e Provincia (PDF), in Legge 26 agosto 1993, n. 412, allegato A, Agenzia nazionale per le nuove tecnologie, l'energia e lo sviluppo economico sostenibile, 1º marzo 2011,  p. 151. URL consultato il 25 aprile 2012 (archiviato dall'url originale il 1º gennaio 2017).
6. ↑   Campione d'Italia, in Dizionario storico della Svizzera.  AA. VV., Dizionario di toponomastica. Storia e significato dei nomi geografici italiani., Milano, Garzanti, 1996,  p. 124, ISBN 88-11-30500-4.
7. ↑   Bernardino Biondelli, Saggio sui dialetti gallo-italici, 1853,  p. 4.
«Il Comasco esténdesi in quasi tutta la provincia di Como, tranne l'estrema punta settentrionale al di là di Menaggio e di Bellano a destra e a sinistra del Lario; e in quella vece comprende la parte meridionale del Cantone Ticinese, sino al monte Cènere»
8. 1 2  Cfr. Tullio Parenzan, La condizione giuridica dell'enclave di Campione d'Italia, Del Bianco, Trieste, 1969
9. 1 2 3  TCI, p. 321.
10. 1 2  Borghese, p. 126.
11. 1 2  Bartolini, p. 184.
12. ↑  Gazzetta Ufficiale del Regno d'Italia, numero 34, parte prima, 10 febbraio 1934
13. ↑   Dati del Provvedimento di Variazione, su elesh.it.
14. ↑  Bartolini, p. 185.
15. 1 2 3 4 5   Comune di Campione, sec. IX - 1797 – Istituzioni storiche – Lombardia Beni Culturali, su lombardiabeniculturali.it. URL consultato il 29 aprile 2020.
16. ↑   Sant'Ambrogio, in Dizionario storico della Svizzera.
17. ↑   Tullio Parenzan, La condizione giuridica dell'enclave di Campione d'Italia, 1ª ed., Del Bianco, 1969,  p. 15.
18. ↑   Fabrizio Mena, Storia di Campione: dall'VIII secolo ai nostri giorni, Skira, 2007,  p. 74, ISBN 978-88-61-30200-6.
19. ↑   Quando l'architettura trasforma le città - ma anche «Troppi ecomostri con firme illustri», su architettiroma.it. URL consultato il 25 marzo 2016.
20. ↑   Fallisce il Casinò di Campione d'Italia, su la Repubblica, 27 luglio 2018. URL consultato il 30 giugno 2022.
21. ↑   Dopo il fallimento, riapre il casinò di Campione, su Il Sole 24 ORE, 29 gennaio 2022. URL consultato il 30 giugno 2022.
22. ↑   Campione d'Italia, decreto 1997-01-08 DPR, concessione di stemma e gonfalone, su Archivio Centrale dello Stato. URL consultato il 5 marzo 2022.
23. ↑   Chiesa di S. Zenone (ex) - complesso, Piazzale Maestri Campionesi - Campione d'Italia (CO) – Architetture – Lombardia Beni Culturali, su lombardiabeniculturali.it. URL consultato il 29 aprile 2020.
24. ↑   Chiesa di S. Zenone - complesso, Viale Marco da Campione - Campione d'Italia (CO) – Architetture – Lombardia Beni Culturali, su lombardiabeniculturali.it. URL consultato il 29 aprile 2020.
25. ↑   Santuario di S. Maria dei Ghirli - complesso, Viale Marco da Campione - Campione d'Italia (CO) – Architetture – Lombardia Beni Culturali, su lombardiabeniculturali.it. URL consultato il 29 aprile 2020.
26. ↑   Oratorio di S. Pietro, Piazza Roma - Campione d'Italia (CO) – Architetture – Lombardia Beni Culturali, su lombardiabeniculturali.it. URL consultato il 29 aprile 2020.
27. 1 2 3   Comune di Campione, 1798 - 1815 – Istituzioni storiche – Lombardia Beni Culturali, su lombardiabeniculturali.it. URL consultato il 29 aprile 2020.
28. ↑   Comune di Campione, 1816 - 1859 – Istituzioni storiche – Lombardia Beni Culturali, su lombardiabeniculturali.it. URL consultato il 29 aprile 2020.
29. ↑  Dati tratti da:
  -  Popolazione residente dei comuni. Censimenti dal 1861 al 1991 (PDF), su ebiblio.istat.it, ISTAT.
  -  Popolazione residente per territorio – serie storica, su esploradati.censimentopopolazione.istat.it.
Nota bene: il dato del 2021 si riferisce al dato del censimento permanente al 31 dicembre di quell'anno.
30. ↑  Cittadini stranieri Campione d'Italia 2023
31. 1 2 3 4 5 6 7 8 9   Comune di Campione - Sindaci e commissari dal 1945 (PDF), su comune.campione-d-italia.co.it, 4 dicembre 2018. URL consultato il 14 febbraio 2022.
32. 1 2 3 4 5 6 7 8 9  http://amministratori.interno.it/
33. ↑  CAP 22061 - Cerca con nonsoloCAP CAP 22061
34. ↑  Lo strano caso dei francobolli di Campione d'Italia
35. ↑  Campione, accordo con il Ticino - Residenti equiparati agli svizzeri
36. ↑   Campione, fallito il Casinò. In assemblea i 500 dipendenti. URL consultato il 27 luglio 2018.
37. ↑   Fallito il casinò di Campione d'Italia. URL consultato il 7 agosto 2018.
38. ↑   Campione, fallito il casinò. I debiti ammontano a 132 milioni, in laprovinciadicomo.it, 27 luglio 2018. URL consultato il 7 agosto 2018.
39. ↑   Casinò di Campione d'Italia: licenziamento per 482 lavoratori, su cisldeilaghi.it. URL consultato il 3 giugno 2021 (archiviato dall'url originale il 3 giugno 2021).
40. ↑   ROBERTO CANALI, Campione, a due anni dal crac poveri e soli, su Il Giorno, 1595827806101. URL consultato il 3 giugno 2021.
41. ↑   Campione d’Italia in ginocchio dopo la chiusura del casinò, su lastampa.it, 11 febbraio 2019. URL consultato il 3 giugno 2021.
42. ↑   Redazione, Campione, chiude l’asilo, 50 bambini dovranno “emigrare” in Canton Ticino, su corrieredicomo.it. URL consultato il 3 giugno 2021 (archiviato dall'url originale il 3 giugno 2021).
43. ↑   ROBERTO CANALI, Campione: il casinò riapre oggi a mezzogiorno, dopo 42 mesi di stop, su Il Giorno, 26 gennaio 2022. URL consultato il 1º maggio 2022.
44. ↑  IC Como Nord
45. ↑  Biblioteca Comunale
46. ↑   HOME, su AP CAMPIONESE. URL consultato il 26 settembre 2021.
47. ↑  Associazione Svizzera di Football - ASF
48. 1 2   Giro d'Italia, su sitodelciclismo.net.
49. ↑   Circuito Campione - La rievocazione, su circuitocampione.com. URL consultato il 29 luglio 2025 (archiviato il 17 maggio 2025).